# Stor-Bäckmyrtjärnen, Ångermanland
Stor-Bäckmyrtjärnen är en sjö i Örnsköldsviks kommun i Ångermanland och ingår i Gideälvens huvudavrinningsområde.